# Andrej lljaletdinov
Andrej Ravilievics Iljaletdinov (oroszul: Андрей Равильевич Илялетдинов), Andü Váldazs (erzaiul:Андю Валдаж) vagy ismertebb nevén Árpád Váldazs, (Pereszvet, Moszkvai terület, Oroszország, 1995. augusztus 8. –) az erza nyelvet támogató aktivista. Matematikai analízisről és fizikáról írt könyveket erza nyelven. YouTube- és TikTok-csatornákkal rendelkezik.

## Élet
Tanulmányi évei alatt kezdett el magyarul tanulni, és érdeklődni kezdett más uráli nyelvek iránt is. Miután megtudta, hogy a nagyanyja mordvin származású, elkezdte tanulni az erza és a moksa nyelvet, és végül az erza nyelvet sajátította el. Emellett számos nyelvtanulási videót készített a manysi nyelvről oroszul és angolul beszélők számára.
Egy ideig Moszkvában élt, és mérnökként dolgozott. Az alacsony fizetések és a kilátástalanság miatt azonban programozást kezdett tanulni. Elhagyta Moszkvát és Szaranszkba költözött, de az Ukrajnai elleni támadás után elhagyta Oroszországot. 2022 őszén részt vett a Nemzeti Erza Kongresszuson Otepää városában (Észtország).

## Művek
- Механика: эрзянь келсенть аравтовкс ды невтема марто (2021)[8]
- Fizika: эрзянь келсе аравтовкс ды невтема марто (2022)[9]

### Fordítások
- Robert Pindyck, Daniel L. Rubinfeld. Mikroökonómia / Микроекономика (2022)[10]
- Lev Kudrjavcev. Математический Анализ / Математикань ванкшнома (2022)[11]

### Képregények
- Псакань Ушмо (erza nyelven) / Котармия (oroszul) (2023)[12]

## Fordítás
Ez a szócikk részben vagy egészben  az   Andrei Ilialetdinov című baszk Wikipédia-szócikk ezen változatának fordításán alapul.  Az eredeti cikk szerkesztőit annak laptörténete sorolja fel. Ez a jelzés csupán a megfogalmazás eredetét és a szerzői jogokat jelzi, nem szolgál a cikkben szereplő információk forrásmegjelöléseként.